# Makar (Maloelap)
Makar (auch: Mwokar) ist ein Motu des Maloelap-Atolls der pazifischen Inselrepublik Marshallinseln.

## Geographie
Makar bildet zusammen mit Airuk die Südspitze des Maloelap-Atolls. Das nächstgelegene Inselchen im Westen ist Bokoen.